# 래리 캐넌
래리 캐넌(Larry Cannon, 본명: 로렌스 T. 캐넌, 본명 영어: Lawrence T. Cannon, 1947년 4월 12일 ~ 2024년 5월 29일)은 미국의 농구 선수였다. 필라델피아에서 태어나고 자란 캐넌은 1969년 NBA 드래프트 1라운드에서 전체 5순위로 시카고 불스에 선정되었다. 캐넌은 라살 대학교에서 올 아메리칸 경력을 쌓은 후 ABA/NBA 경력에서 경기당 평균 16.6점을 기록한 미국 농구 협회 올스타였다. 캐넌은 만성 질환, 다리 정맥염으로 인해 농구에서 은퇴해야했다. 캐넌은 2024년 5월 29일 77세의 나이로 사망했다.